# Gertrud de Andechs
Gertrud de Andechs (n. 24 septembrie 1185, Andechs, Bayerischer Reichskreis⁠(d), Germania – d. 28 septembrie 1213, Pilis Mountains⁠(d), Pesta, Ungaria) a fost o contesă bavareză și regină a Ungariei ca soție a regelui Andrei al II-lea. Fratele ei a fost Berthold de Andechs-Merania, promovat în funcțiile de arhiepiscop, voievod al Transilvaniei și vicerege.

## Biografie

### Uciderea în pădurea Pilis

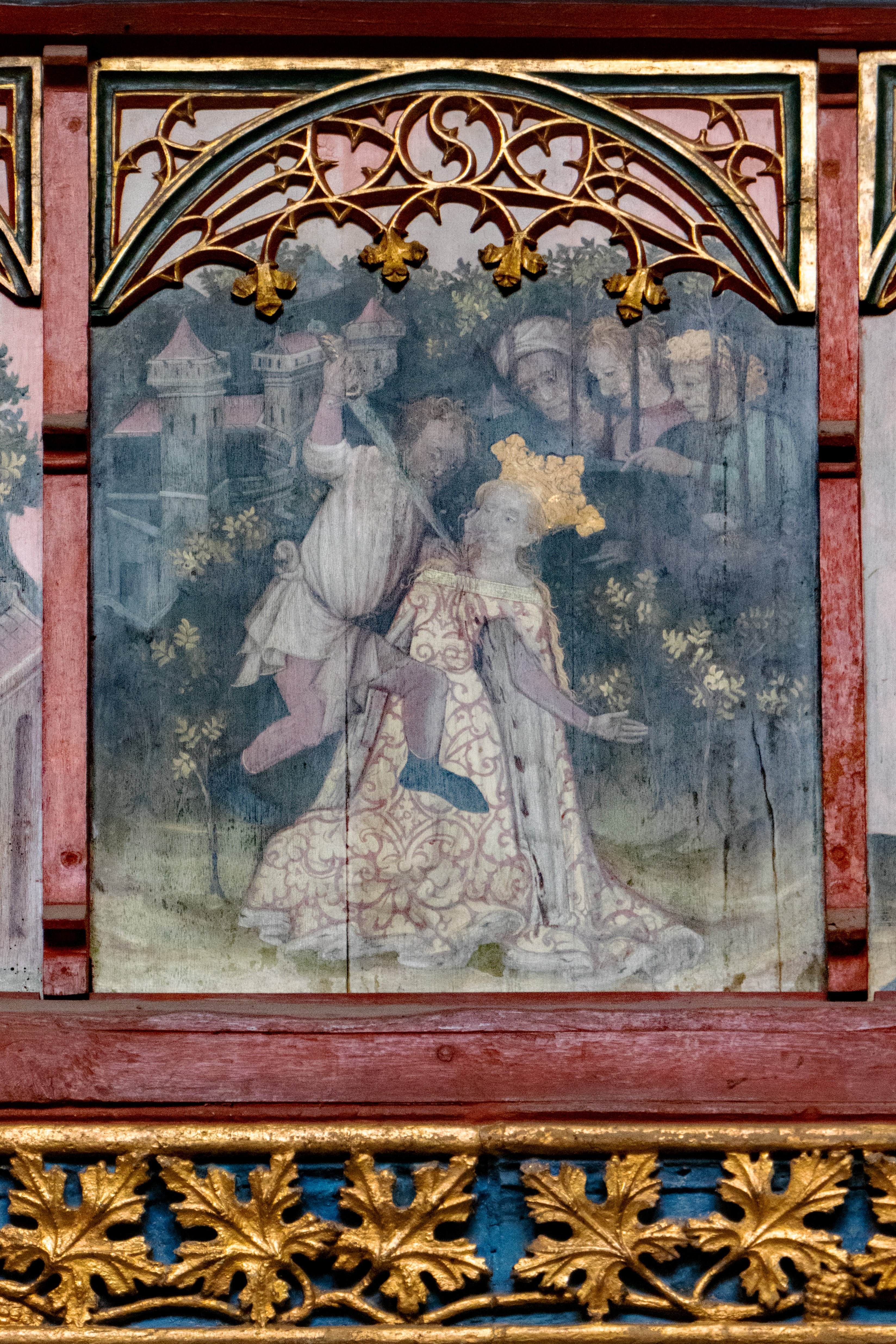
Uciderea Gertrudei, pictură pe jubeul bisericii spitalului din Lübeck (ca. 1450)

În anul 1213, pe când regele se afla într-o campanie la Halici în Cnezatul Galiția, Gertrud a fost ucisă de marea nobilime cu ocazia unei vânători de gală în Munții Pilis. Motivul a fost revolta nobilimii maghiare față de favorizarea nobilimii străine din anturajul reginei Gertrud. În anul 1206 regele l-a numit pe fratele reginei, Berthold de Andechs-Meran, nesocotind dreptul canonic, în funcția de arhiepiscop al Arhiepiscopiei de Kalocsa. În 1212 l-a numit pe Berthold chiar voievod al Transilvaniei și vicerege. 
În anul următor nobilimea s-a folosit de absența regelui pentru a ataca alaiul reginei, care oferise o vânătoare de gală în onoarea ducelui Leopold al VI-lea al Austriei. Cei mai mulți nobili străini au fost omorâți. Regina a fost de-a dreptul tăiată în bucăți de Banul Simon din comitatul Bihor și de Banul Peter din Petrovaradin. Arhiepiscopul Berthold și ducele Leopold, amândoi răniți, au reușit să scape cu viață. 
Odată întors din campania militară, regelui i-au fost încredințați copiii săi minori, care au fost cruțați de ucigași. Regele Andrei al II-lea i-a pedepsit pe făptuitori, dar l-a iertat pe banul Bánk (Bánk bán).
Regina Gertrud a fost înmormântată în Abația Pilis, a călugărilor cistercieni. Fragmente ale monumentului ei funerar, realizat în stil gotic francez, au fost descoperite în anii 1967 și 1980.

## În literatură
Uciderea Gertrudei și iertarea banului Bank constituie tema tragediei Bánk bán, publicată de József Katona în 1821. 

## În film și teatru
Rolul Gertrudei în filmul mut Banul Bánk din 1914, în regia lui Michael Curtiz, a fost jucat de actrița Mari Jászai.
Lujza Orosz a interpretat rolul Gertrudei în piesa de teatru Bánk bán pe scena Teatrului Maghiar de Stat din Cluj, începând cu 1954.